# 杨同海
杨同海（1963年—），安徽宁国人，数论和算术几何学家，美国威斯康星大学麦迪逊分校教授。

## 生平
1980年毕业于徽州师专（现黄山学院）数学系。毕业后被分配到旌德县板书初中任教，1981年调至宁国县任初中数学老师。1984年进入安徽师范大学数学系攻读硕士研究生，1987年硕士毕业分配至中国科学技术大学数学系任教。1991年赴美国马里兰大学数学系攻读博士研究生，1995年获博士学位。之后在普林斯顿高级研究所和密西根大学做博士后研究，后到哈佛大学做访问学者。2000年调至威斯康星大学麦迪逊分校，任数学系教授、系主任。
2007年获国家杰出青年科学基金B类资助，2012年至2015年任清华大学数学科学中心“千人计划”访问教授。2018年，当选为美国数学学会（AMS）会士。

## 爱心助学
2004年，杨同海在其家乡宁国市创办了“中美爱心教育促进会”，并在美国注册成立“家乡教育基金会”，为家乡家境贫寒的学生组织募捐。十余年共募集捐款600多万人民币，资助贫困生6000余人次，以“身在异国他乡却情系家乡教育事业”的桑梓情入选2015年2月“中国好人榜”。